# Parenterognathus troglodytes
Parenterognathus troglodytes is een eenoogkreeftjessoort uit de familie van de Enterognathidae. De wetenschappelijke naam van de soort is voor het eerst geldig gepubliceerd in 2010 door Ohtsuka, Kitazawa & Boxshall.